# Carioca
Carioca (pol. karioka) – piosenka pop z 1933 roku, do której muzykę napisał Vincent Youmans, a tekst Edward Eliscu i Gus Kahn. Carioca to także nazwa tańca opracowanego na potrzeby filmu Karioka (1933). W filmie utwór zaśpiewały Alice Gentle, Movita Castaneda i Etta Moten, a tańczyli Fred Astaire i Ginger Rogers jako część rozbudowanego utworu tanecznego będącego przykładem tańca towarzyskiego. Taniec jest połączeniem samby, maxixe, fokstrota, rumby i stepu. Piosenka stała się jazzowym standardem, natomiast taniec nie był długo popularny. Nazwa Carioca pochodzi z języka portugalskiego i oznacza mieszkańca Rio de Janeiro.

## Film

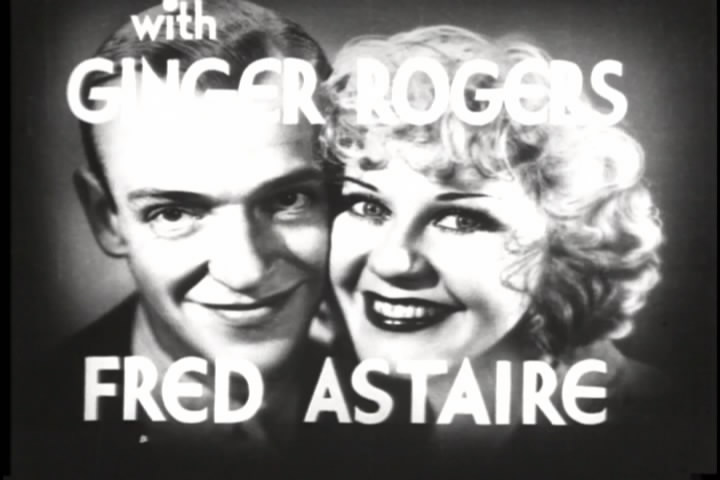
Astaire i Rogers w czołówce filmu Karioka

Filmowy taniec Astaire’a i Rogers był ich pierwszym wspólnym występem na ekranie. Mimo że nie byli pierwszoplanowymi postaciami produkcji, uznano, że ukradli film, który stał się przebojem dla wytwórni RKO. Piosenkę nominowano do Oscara podczas 7. ceremonii wręczenia nagród, ale przegrała z innym utworem z udziałem Astaire’a i Rogers „The Continental” z filmu Wesoła rozwódka (1934), który był ich kolejnym wspólnym obrazem. Para zapowiadana była przez RKO jako „The King and Queen of «The Carioca»”.

## Wykonawcy piosenki
- 1933: Max Steiner and the RKO Orchestra[a]
- 1939: Artie Shaw and His Orchestra
- 1955: Hampton Hawes – Hampton Hawes Trio
- 1961: Jack Jones – Shall We Dance
- 1988: Mel Tormé – Mel Tormé and the Marty Paich Dektette – In Concert Tokyo
- 2004: Caetano Veloso – A Foreign Sound
- 2008: Stevie Holland – Before Love Has Gone
- 2010: Johnny Dankworth – Too Cool For the Blues